# Episodi de Il Santo (sesta stagione)
La sesta stagione de Il Santo è andata originariamente in onda in Gran Bretagna dal 22 settembre 1968 al 9 marzo 1969 sul network ITV, per un totale di 21 episodi. 
Si tratta dell'ultima stagione della serie, iniziata nel 1962, ed è la seconda a colori.
Gli episodi 12 e 13 rappresentano un unico episodio, diviso semplicemente in due parti, così come per gli episodi 16 e 17: riuniti entrambi in un unico formato, sono usciti anche come due film distinti:  L'organizzazione ringrazia firmato il Santo e La mafia lo chiamava il Santo ma era un castigo di Dio.
| nº | Titolo originale               | Titolo italiano                                      | Prima TV USA      | Prima TV Italia |
| -- | ------------------------------ | ---------------------------------------------------- | ----------------- | --------------- |
| 1  | The Gadic Collection           | La collezione gadica                                 | 22 settembre 1968 |                 |
| 2  | The Best Laid Schemes          | Un piano diabolico                                   | 29 settembre 1968 |                 |
| 3  | Invitation to Danger           | Invito pericoloso                                    | 6 ottobre 1968    |                 |
| 4  | Legacy for the Saint           | Un'eredità per Simon Templar                         | 13 ottobre 1968   |                 |
| 5  | The Desperate Diplomat         | Diplomatico disperato                                | 20 ottobre 1968   |                 |
| 6  | The Organisation Man           | L'organizzatore                                      | 27 ottobre 1968   |                 |
| 7  | The Double Take                | Il sosia                                             | 3 novembre 1968   |                 |
| 8  | The Time to Die                | Tempo di morire                                      | 10 novembre 1968  |                 |
| 9  | The Master Plan                | Un piano geniale                                     | 17 novembre 1968  |                 |
| 10 | The House on Dragon's Rock     | La casa sulla roccia del drago                       | 24 novembre 1968  |                 |
| 11 | The Scales of Justice          | La bilancia della giustizia                          | 1º dicembre 1968  |                 |
| 12 | The Fiction Makers. Part 1     | L'organizzazione ringrazia: firmato il Santo - pt. 1 | 8 dicembre 1968   |                 |
| 13 | The Fiction Makers. Part 2     | L'organizzazione ringrazia: firmato il Santo - pt. 2 | 15 dicembre 1968  |                 |
| 14 | The People Importers           | Mercanti d'uomini                                    | 22 dicembre 1968  |                 |
| 15 | Where the Money Is             | Dove sono i soldi                                    | 29 dicembre 1968  |                 |
| 16 | Vendetta for the Saint. Part 1 | La vendetta del Santo - pt. 1                        | 5 gennaio 1969    |                 |
| 17 | Vendetta for the Saint. Part 2 | La vendetta del Santo - pt. 2                        | 12 gennaio 1969   |                 |
| 18 | The Ex-King of Diamonds        | L'ex re dei diamanti                                 | 19 gennaio 1969   |                 |
| 19 | The Man Who Gambled with Life  | L'uomo che giocò con la vita                         | 26 gennaio 1969   |                 |
| 20 | The Portrait of Brenda         | Il ritratto di Brenda                                | 2 marzo 1969      |                 |
| 21 | The World Beater               | La migliore del mondo                                | 9 marzo 1969      |                 |